# Torrecilla en Cameros
Torrecilla en Cameros ist ein Bergort und eine zur bevölkerungsarmen Region der Serranía Celtibérica gehörende Gemeinde (municipio) mit nur noch 458 Einwohnern (Stand: 2024) in der Autonomen Gemeinschaft La Rioja im Norden Spaniens.

## Lage und Klima
Der Ort Torrecilla en Cameros liegt am Río Iregua gut 31 km (Fahrtstrecke) südwestlich der Provinzhauptstadt Logroño in einer Höhe von ca. 775 m. Soria, die Hauptstadt der südlich an die Rioja angrenzenden altkastilischen Provinz, befindet sich ca. 71 km südöstlich. Das Klima ist gemäßigt bis warm; Regen (ca. 565 mm/Jahr) fällt hauptsächlich im Winterhalbjahr.

## Bevölkerungsentwicklung
| Jahr      | 1857  | 1900  | 1950  | 2001 | 2018 |
| Einwohner | 2.000 | 1.545 | 1.470 | 555  | 464  |

Infolge der Mechanisierung der Landwirtschaft, der Aufgabe bäuerlicher Kleinbetriebe und des daraus resultierenden geringeren Arbeitskräftebedarfs ist die Einwohnerzahl des Bergorts seit der Mitte des 19. Jahrhunderts deutlich zurückgegangen.

## Wirtschaft
Die Gemeinde war jahrhundertelang zum Zweck der Selbstversorgung landwirtschaftlich orientiert, wobei die Viehwirtschaft (Milch, Käse, Fleisch) im Vordergrund stand. Heute werden vor allem im Sommerhalbjahr Ferienwohnungen (casas rurales) vermietet.

## Geschichte
Keltiberische, römische, westgotische und selbst islamisch-maurische Siedlungsspuren wurden auf dem Gemeindegebiet nicht entdeckt. Das hochgelegene Gebiet diente jahrhundertelang als Sommerweide für Schafe und Ziegen. Eine militärische Rückeroberung (reconquista) durch die Christen fand wohl nicht statt, doch wurde der Platz im Rahmen der Repoblación allmählich besiedelt. Im Mittelalter war die Region zwischen den Königreichen Kastilien und Königreich Navarra umstritten. Obwohl der Ort nicht im Rechtsbrief (fuero) Heinrichs von Trastamara aus dem Jahr 1366 aufgeführt war, entwickelte er sich allmählich zur Hauptstadt (capital) der Tierra de Cameros. Nach der Abschaffung der Grundherrschaften im Jahr 1811 gehörte er zur Provinz Soria und kam erst im Jahr 1833 zur neugeschaffenen Provinz Logroño, aus der später die Region La Rioja hervorging.

## Sehenswürdigkeiten

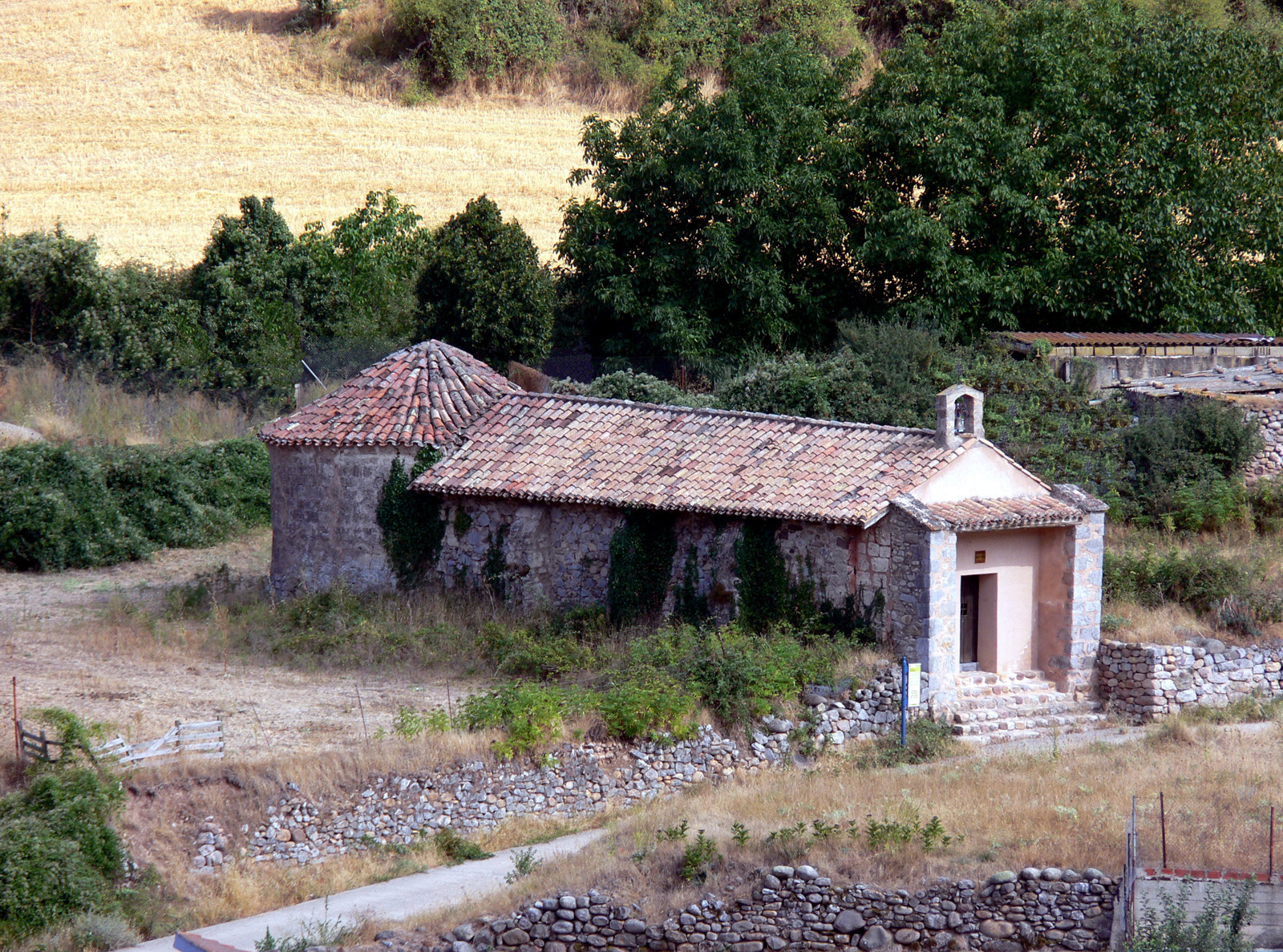
Ermita de San Andrés

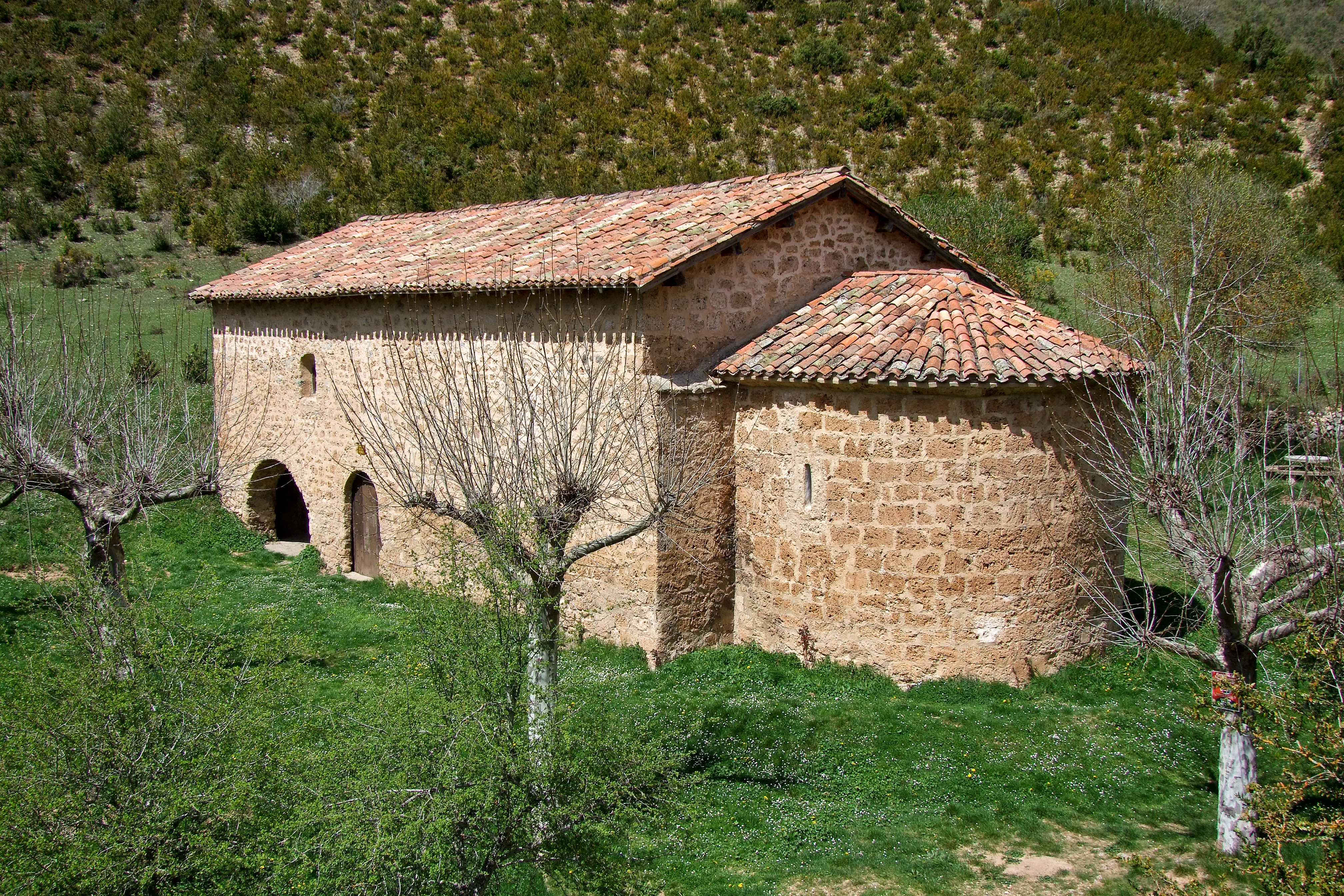
Ermita de San Pedro

- Die im 16. Jahrhundert – wahrscheinlich an der Stelle eines abgerissenen Vorgängerbaus – erbaute Iglesia de San Martín ist dem hl. Martin von Tours geweiht; der Glockenturm (campanario) wurde im Jahr 1764 hinzugefügt. Die Kirche ist dreischiffig; alle drei Schiffe verfügen über gleich hohe Sterngewölbe (Hallenkirche). Prachtvoll sind die drei Barockaltäre (retablos) am Ostende der drei Schiffe.[4]
- Die Gewölbe der ebenfalls im 16. Jahrhundert erbauten Iglesia de Nuestra Señora de las Vegas sind eingestürzt; die Kirche befindet sich insgesamt in einem ruinösen Zustand.
- Die Ermita de San Andrés mit ihrer kreisrunden Apsis hat wahrscheinlich einen mozarabischen Ursprung; sie wird in die Zeit um das Jahr 1000 datiert.[5][6]
- Im Ort gibt es mehrere Brunnen (fuentes), deren Becken auch als Viehtränke (abrevadero) oder als Waschplatz (lavadero) genutzt wurden.
- Eine weitgespannte einbogige mittelalterliche Steinbrücke verbindet die beiden Ortsteile.[7]

Umgebung
- Ungefähr 2 km westlich des Ortes steht die frühromanische Ermita den San Pedro – auch sie zeigt mozarabische Einflüsse.[8]